# ساحة المنجي بالي
ساحة المنجي بالي هي إحدى ساحات تونس العاصمة، وتوجد بين شارع جمال عبد الناصر ونهج المحطة. وهي بذلك قريبة من محطة تونس للقطارات، ومن ساحة برشلونة، وفي الجهة المقابلة للتمثال توجد السفارة الإيطالية. يتوسط هذه الساحة منذ عام 1962 تمثال القائد الكشفي المنجي بالي. 

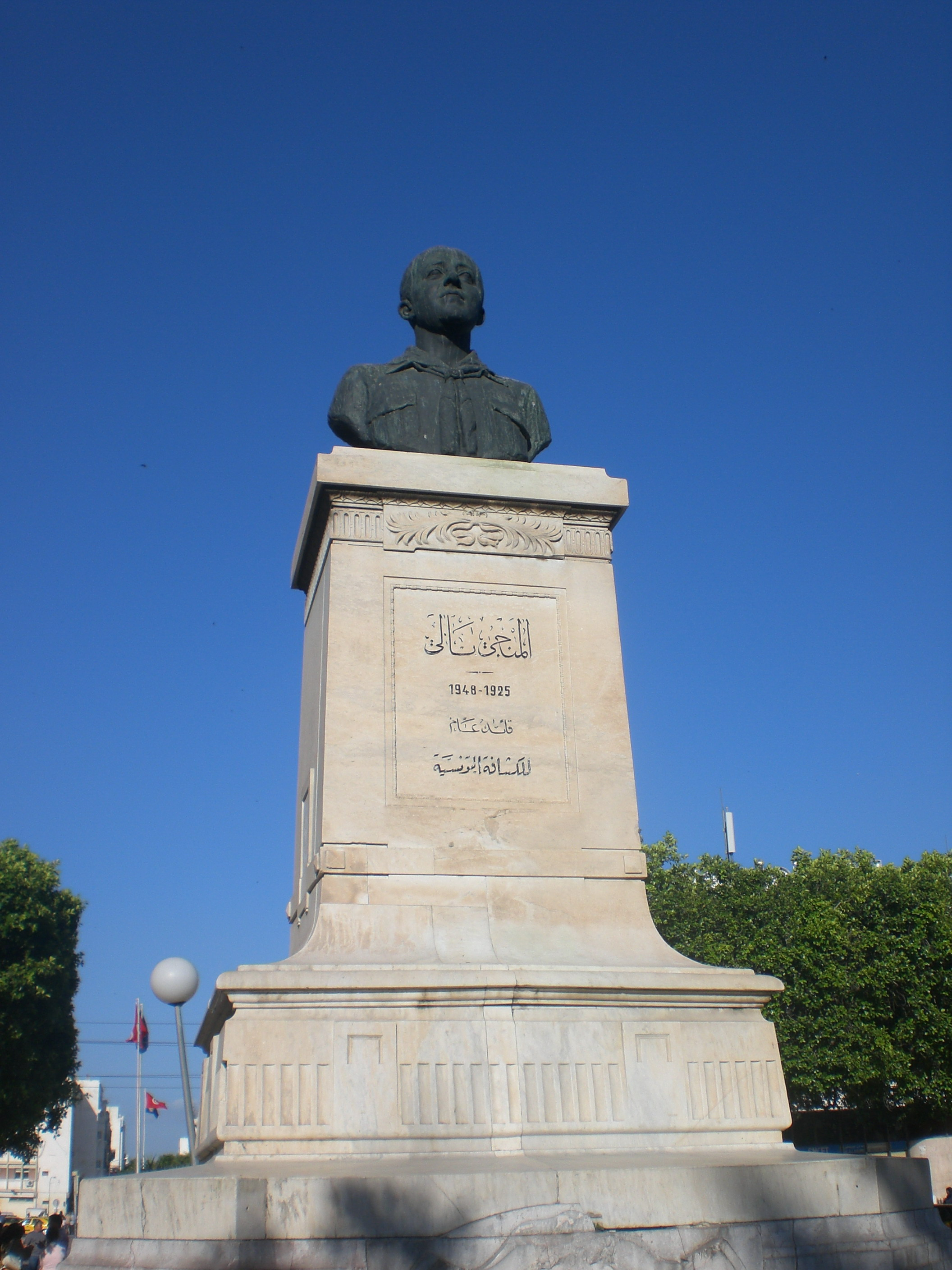
تمثال المنجي بالي الذي يتوسط الساحة